# Ulrichskirche (Langenbrand)

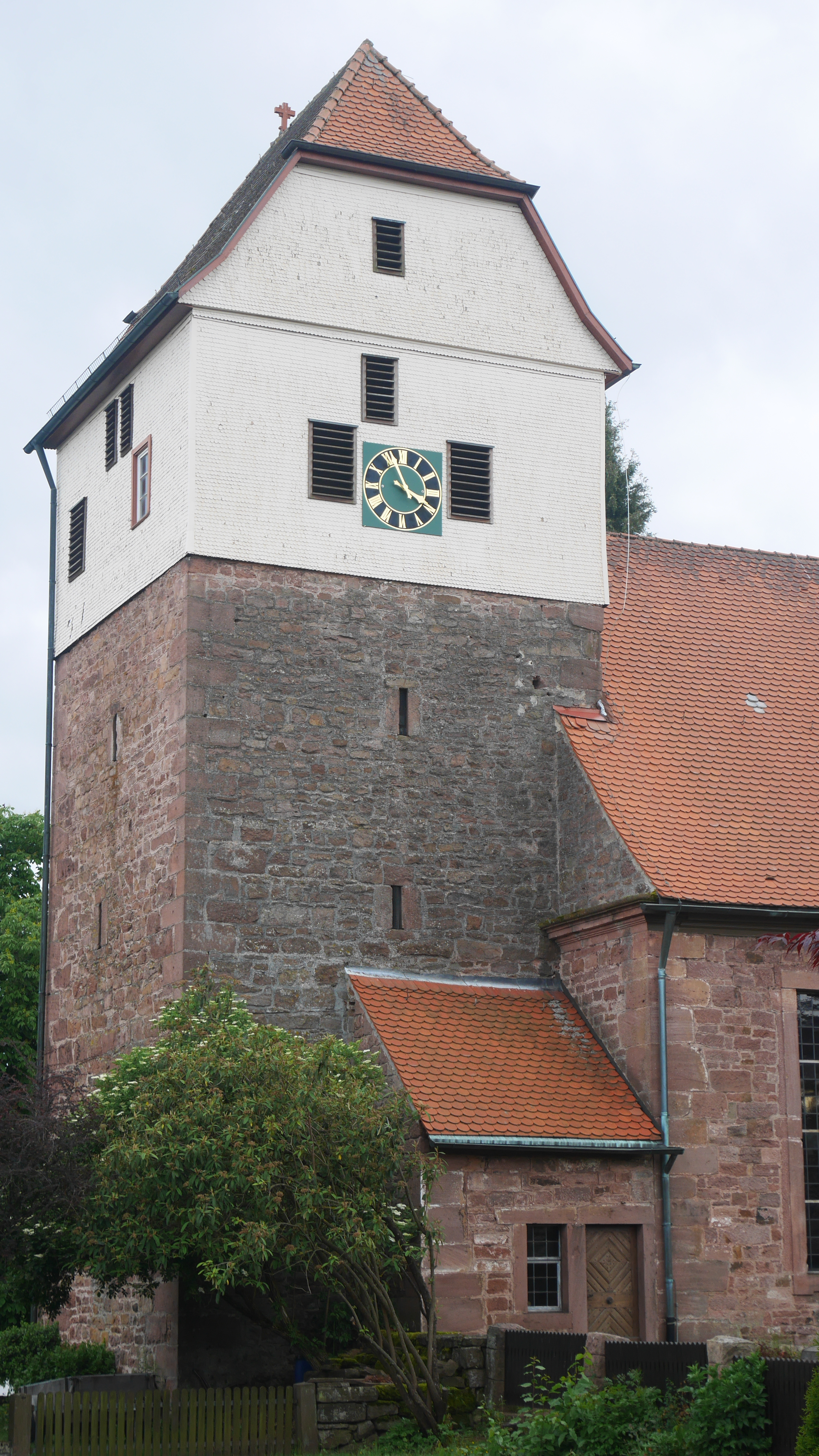
Ulrichskirche Langenbrand

Die evangelische Ulrichskirche ist ein Kirchengebäude in Langenbrand, einem Ortsteil von Schömberg im Landkreis Calw, Baden-Württemberg. Der massiv gemauerte untere Teil des Turms stammt aus romanischer Zeit. Das Innere, der Altarraumes des Chorturms weicht von den üblichen Bauweisen in der Region ab. Das heutige Kirchenschiff wurde in den Jahren 1792/1793 errichtet. Die Kirche ist eine Verlässlich geöffnete Kirche.

## Geschichte
Bis auf 12 Meter Höhe stammt der Turm aus romanischer Zeit (ca. 1080) und ging aus einer Kapelle hervor. Der obere Teil mit Glockenstube sowie das Schiff erhielten 1792/1793 ihre heutige Form. Die Innenmaße des Chorturms betragen 5,25 × 5,24 Meter.
1404 wurde Langenbrand eine selbständige Kirchengemeinde mit Filialen. Dafür wurde an die vorhandene Kapelle ein Kirchenschiff mit 6 Metern Länge angebaut. Die Westwand der Kapelle (Turm) wurde aufgebrochen und ein gotischer Chorbogen eingebaut. An der Ost- und Südseite der Kapelle (Turm) wurden gotische Fenster angebracht und ein gotisches Kreuzgewölbe eingebaut. Die Nordseite der Kapelle (Turm) erhielt eine Sakristei. Das Kreuzgewölbe ruht auf 4 freistehenden romanischen Säulen, wobei die Ecken des Raums abgerundet sind. Diese Raumform mit einem inneren Chorquadrat ist in Deutschland nicht üblich gewesen; dagegen findet sie sich in Spanien, Frankreich und Italien. Eine säulengestützte Kapelle befindet sich auch in Schaffhausen.
Der Chorturm der Kirche wurde um 1450 ausgemalt mit rotbraunem Rankenwerk mit Blättern in Hellgrün/Weiß auf Laibungs- und Schildbogenflächen. Zwei Engel mit Siebenarmigem Leuchter sowie Evangelistensymbole sind zu finden.
1792/1793: Vergrößerung des Kirchenschiffs als Querkirche mit U-förmigem Gestühl und Dreiseitenempore (davon die Ostempore als Orgelempore auf der vermauerten Turmchorwand), ausgerichtet auf die Nordwandkanzel zwischen zwei Fenstern und axial davor Taufstein und Altar; Erhöhung der Kapelle (Turm) zum Kirchturm durch Aufbau des oberen Teils mit Glockenstube.
1964: Durch Architekt Georg Olivier (Neuenbürg) Renovierung und Umgestaltung der Querkirche zur längsorientierten Predigtsaalkirche mit Ostausrichtung; Freilegung des vermauerten Turmchores, Empore nur noch im Westen, Orgel-Umsetzung von Ost nach West.

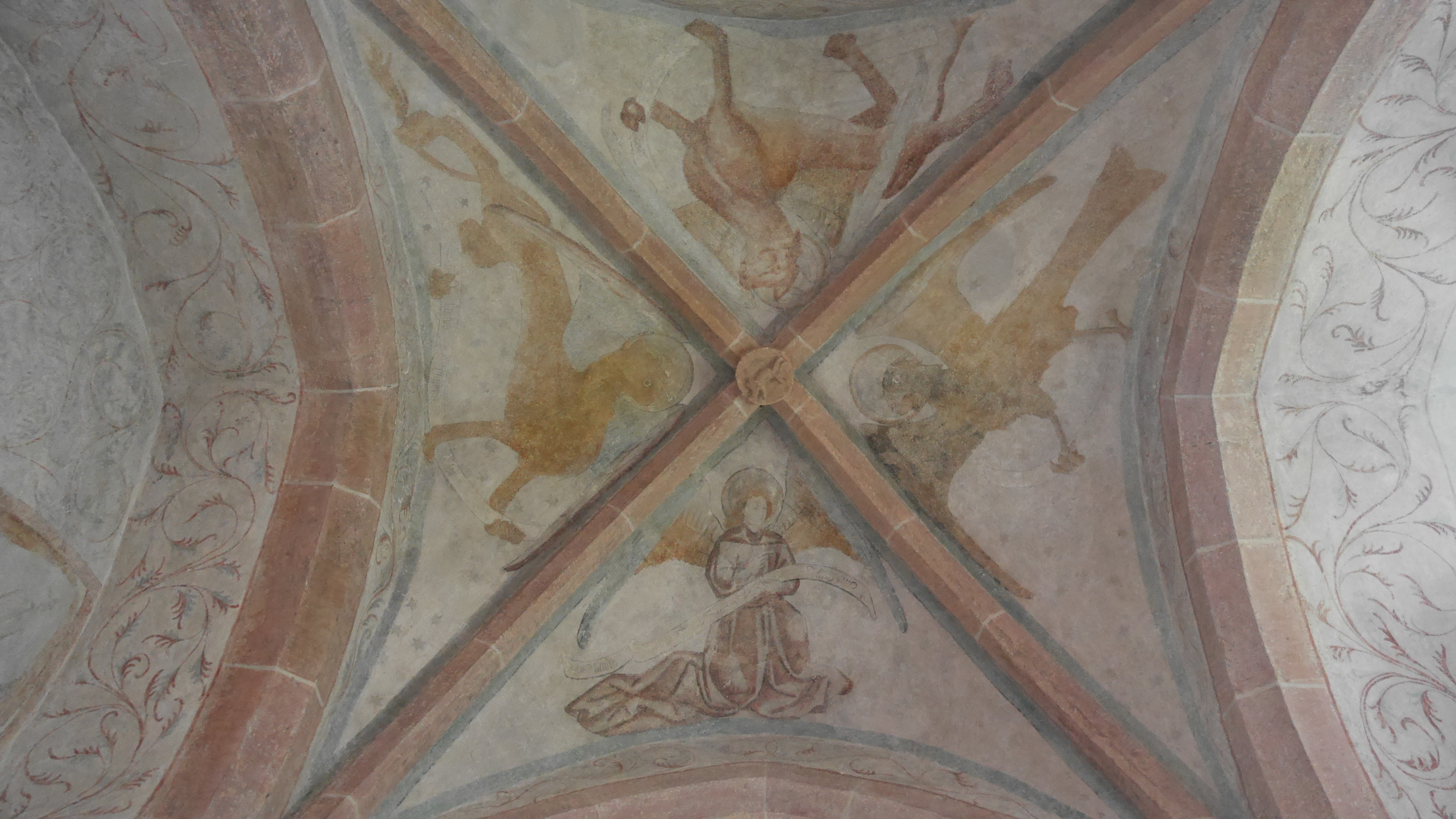
Evangelistensymbole
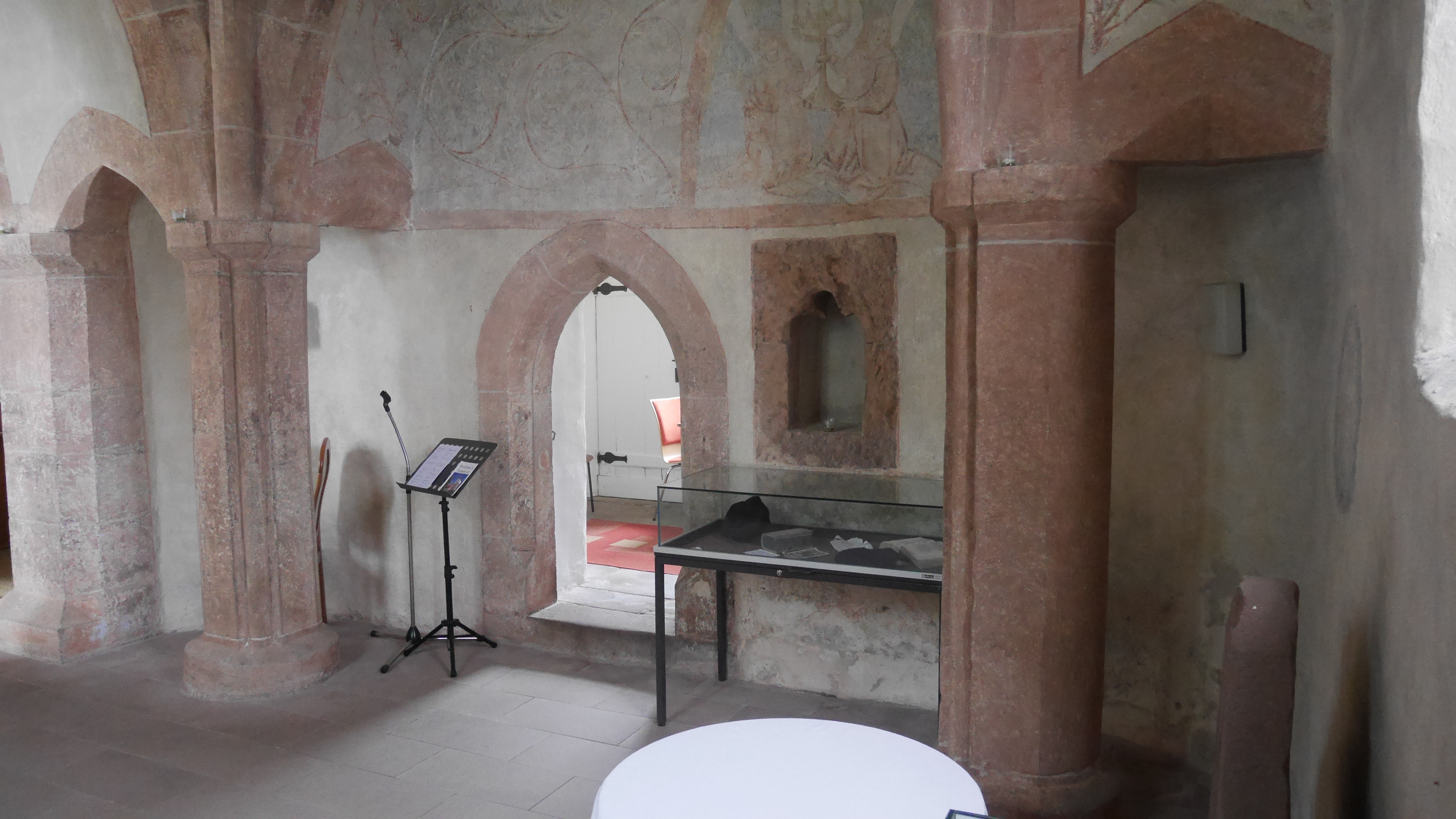
Sakristei
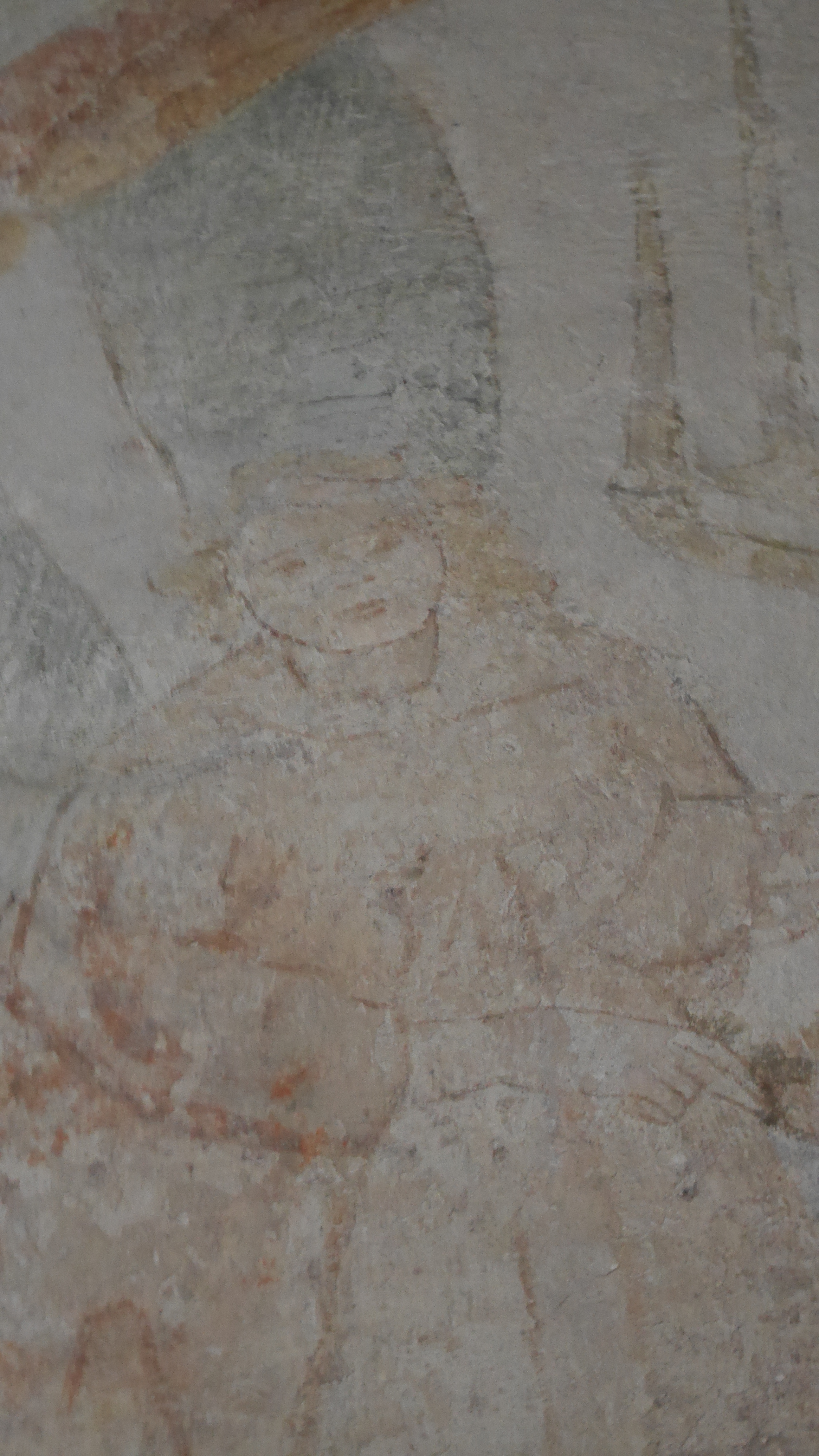
Zwei Engel mit Siebenarmigem Leuchter – Detail
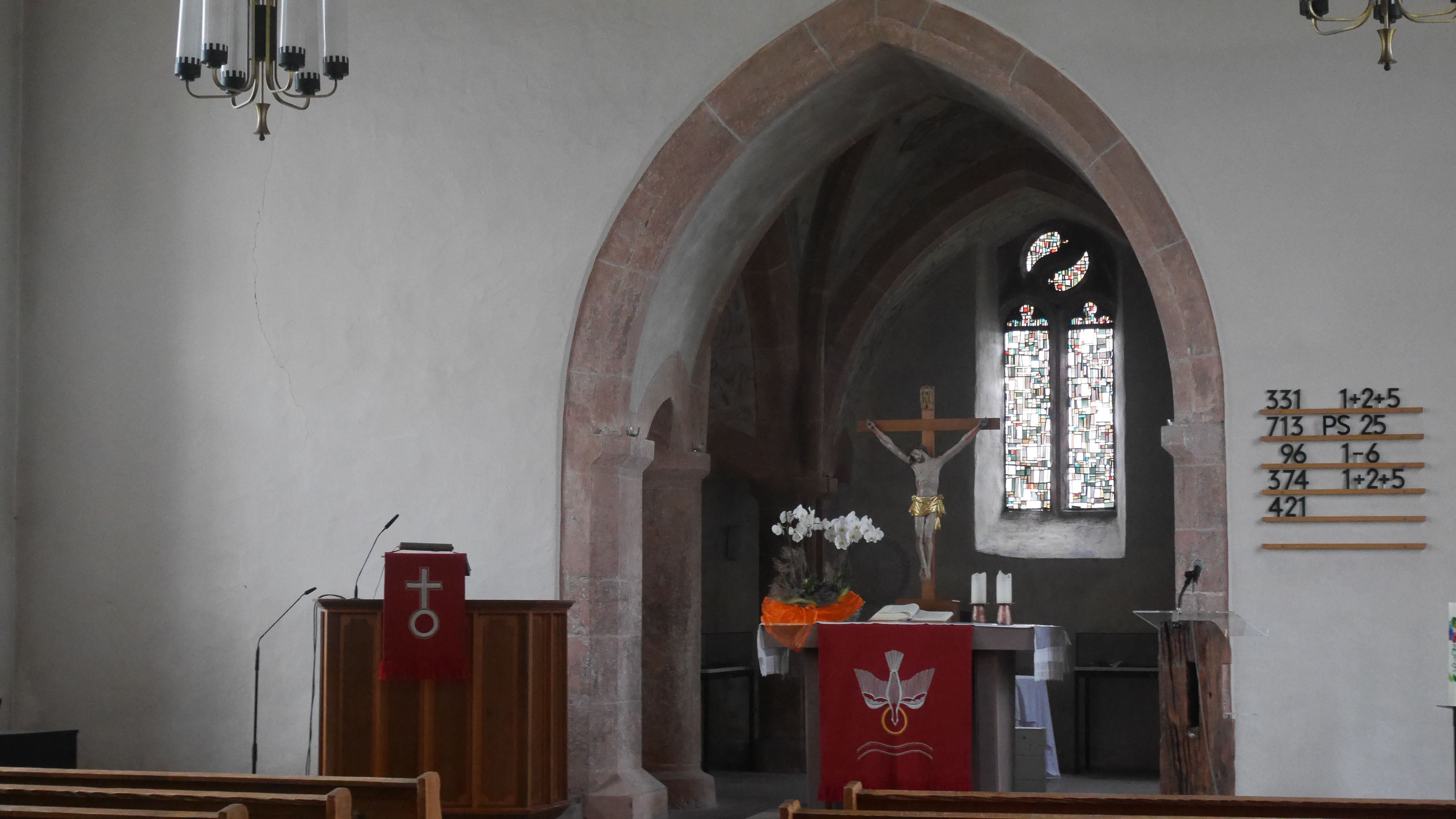
Chorbogen
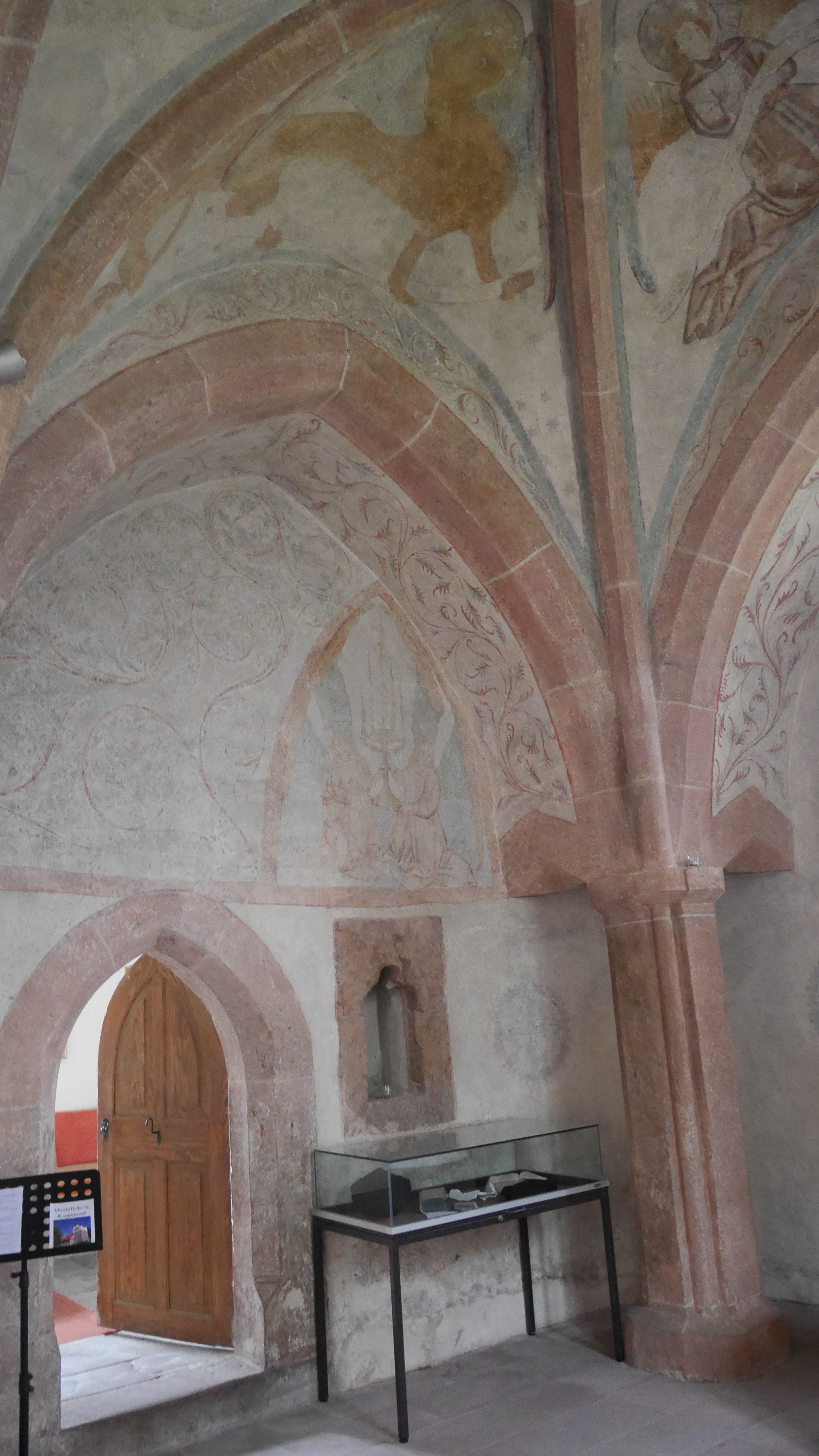
Chorgewölbe mit Pfeiler vor runder Ecke
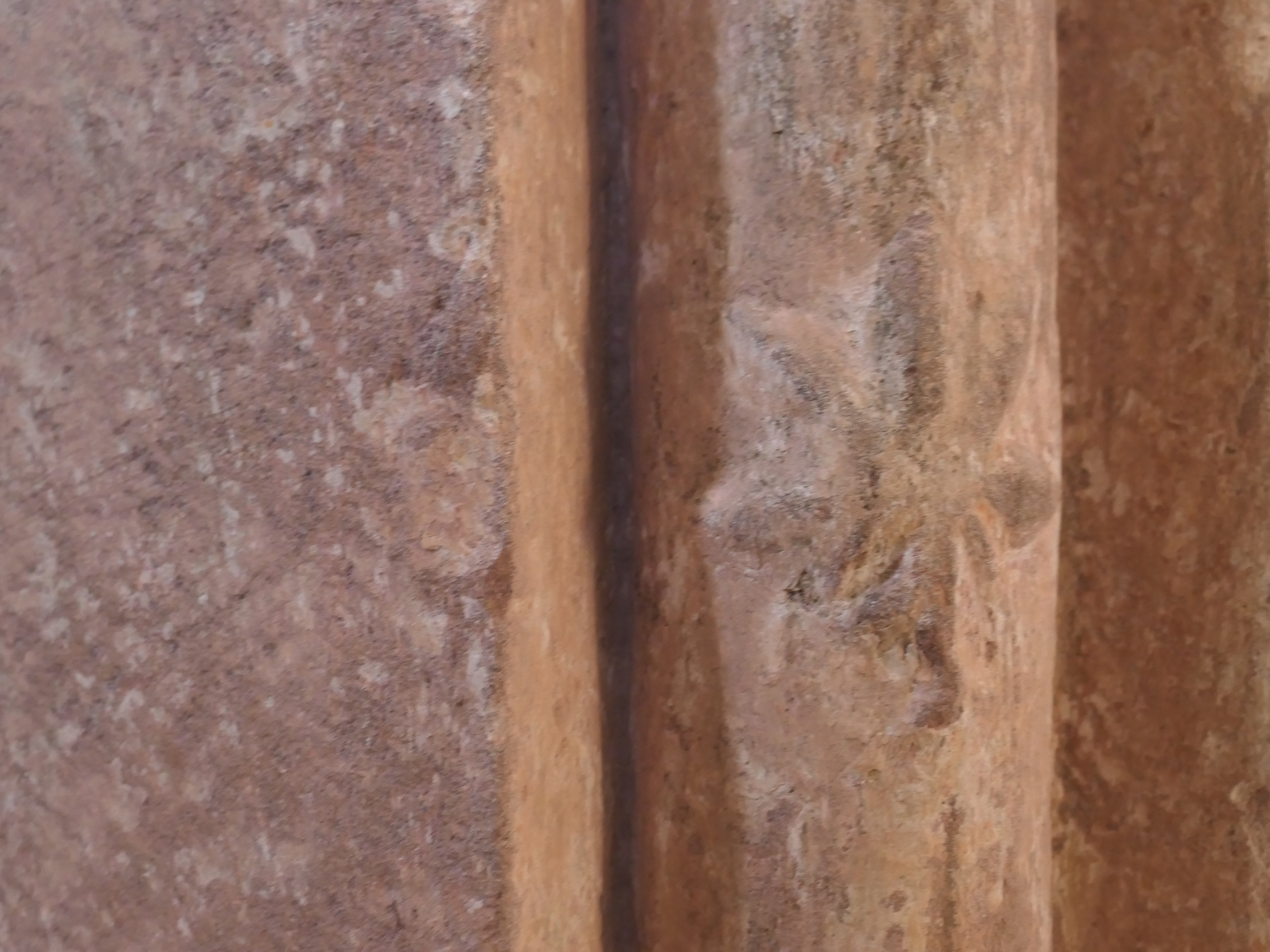
Stern Pfeiler Süd
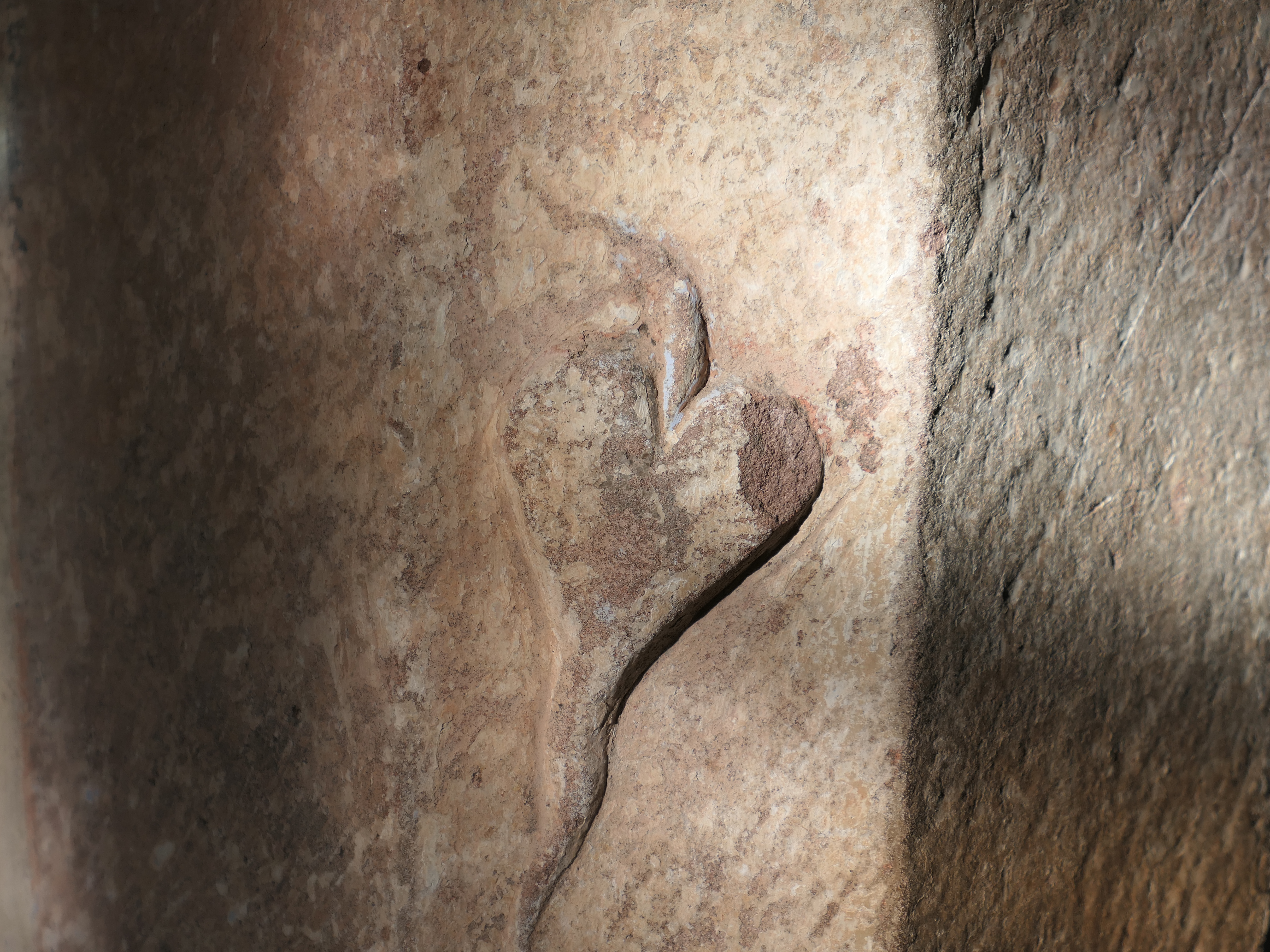
Herz Sakristei